# Diffrazione di elettroni a bassa energia
La diffrazione di elettroni a bassa energia (in sigla LEED, dall'inglese low-energy electron diffraction), o diffrazione di elettroni lenti, è una tecnica per determinare la struttura superficiale di materiali monocristallini per mezzo del bombardamento con un fascio collimato di elettroni di bassa energia (30–200 eV) e della successiva osservazione degli elettroni diffratti, visibili come macchie su uno schermo fluorescente.
La LEED può essere usata in due modi:
1. Qualitativamente, dove la figura di diffrazione è registrata e l'analisi della posizione delle macchie dà informazioni sulla simmetria della struttura superficiale. In presenza di un adsorbato l'analisi qualitativa potrebbe rivelare informazioni sulla grandezza e sull'allineamento rotazionale della cella unitaria dell'adsorbato rispetto alla cella unitaria del substrato.
2. Quantitativamente, dove le intensità dei fasci diffratti sono registrate in funzione dell'energia del fascio degli elettroni incidenti per generare le cosiddette curve I–V. Tramite il confronto con le curve teoriche, queste potrebbero fornire informazioni accurate sulle posizioni atomiche nella superficie in analisi.